# خانه دیانتی
خانه دیانتی مربوط به اواخر دوره قاجار است و در دزفول، محله صحرا بدر مشرقی واقع شده و این اثر در تاریخ ۱۷ اسفند ۱۳۸۱ با شمارهٔ ثبت ۷۵۸۴ به‌عنوان یکی از آثار ملی ایران به ثبت رسیده است.